# Sznur pereł
Sznur pereł albo Naszyjnik pereł, Kobieta z naszyjnikiem pereł (niderl. Vrouw met parelsnoer) – obraz Jana Vermeera datowany na lata 1662–1665. Płótno jest sygnowane, podpis znajduje się na stole.
Obraz pojawia się w spisie kolekcji Jacobusa Dissiusa, która została sprzedana 16 maja 1696 w Amsterdamie. W zachowanym spisie tych dzieł płótno zostało opisane jako przymierzająca perły. Później wiele razy zmieniał właścicieli i obecnie znajduje się w berlińskim Staatliche Museen.
Obraz przedstawia z profilu młodą kobietę, ubraną w żółty kubraczek z gronostajem i trzymającą za końce wstążki od perłowego naszyjnika. Dziewczyna, zastygła w pół gestu, stoi przed lustrem, zawieszonym na ścianie w pobliżu okna, przysłoniętego żółtą zasłonką. Między nią a ścianą ustawiony jest stół z dwoma krzesłami, na którego blacie leży bilecik wskazujący, że kobieta szykuje się dla ukochanego.
Badacze uważają, że tematem tego obrazu jest próżność i marność, konflikt między cnotą a przywarą.